# 카자망스 민주군 운동

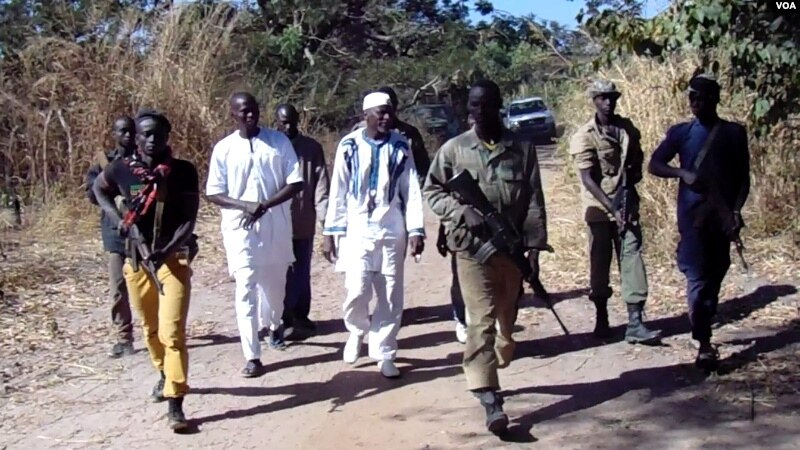
MFDC 전투원 사진

카자망스 민주군 운동(프랑스어: Mouvement des forces démocratiques de Casamance; MFDC)은 세네갈의 카자망스 지역에서 1982년에 설립된 카자망스의 주요 분리주의 무장 단체이다. MFDC는 1999년 기니비사우 전 대통령 주앙 베르나르두 비에이라가 퇴임될 때까지 그의 지원을 받았다. 조직원은 대부분 졸라족으로 구성되어 있다. 1985년에 설립되었으며, 현지인들은 아티카(Atika, 졸라어로 '전사'를 의미)라고 부른다.
이전 지도자는 2007년 1월 13일에 사망한 오귀스탱 디아마쿤 센고르였다. 센고르는 2004년 세네갈 대통령 압둘라이 와드 정부와 평화 협정을 체결했다. 그러나 MFDC의 여러 파벌은 평화 협정에 참여하는 것을 거부하고 계속 싸웠다. 이러한 분열은 카자망스 독립 운동을 심각하게 분열시켰다.

## 역사
MFDC는 2016년~2017년 감비아 헌정위기와 그에 따른 ECOWAS의 감비아 군사 개입에서 야히아 자메의 편에 서서 군사적으로 개입했다는 소문이 있었다.
2025년 2월 25일, 기니비사우 대통령 우마루 시소쿠 임발로는 기니비사우가 주최하고 중재한 회담에 따라 우스만 손코 총리가 이끄는 세네갈 정부와 MFDC 간의 분쟁 종식을 위한 합의가 이루어졌다고 발표했다. 2022년 치뤄진 이전 합의와 유사하게, 이 합의는 세네갈 정부와 MFDC의 바디아테파 간에 서명되었으며, 바디아테 파벌은 다시 무장 해제에 동의했다. 대조적으로, MFDC의 사디오파는 이 합의에 동의하지 않았다.

## 깃발
2013년 이후 사진들은 MFDC, 또는 MFDC의 파벌 중 하나가 1983년에 채택된 깃발 요소들을 재배열하여 디자인한 새로운 깃발을 사용하고 있음을 보여준다. 깃발은 녹색-노란색의 수평대로 나뉘어져 있으며, 깃대 쪽으로 빨간색 삼각형이 위치해 있고, 위쪽 깃대 쪽으로 기울어진 흰색 별이 그려져 있다.

## 같이 보기
- 카자망스 분쟁

## Bibliography
- Minahan, James (2002). 《Encyclopedia of the Stateless Nations: Ethnic and National Groups Around the World》. 그린우드 출판 그룹.